# Tornei di tennis femminili nel 1938
Prima della nascita del WTA Tour, ossia l'apertura alle tenniste professioniste dei tornei che prima di quell'anno erano riservati alle tenniste dilettanti, tutti gli eventi più importanti erano amatoriali, tra questi c'erano i tornei del Grande Slam: gli Australian Championships, gli Internazionali di Francia, il Torneo di Wimbledon e gli U.S. National Championships.

## Gennaio
| Settimana  | Torneo                                                                    | Vincitore                                            | Finalista                            | Semifinalisti | Eliminati ai quarti |
| ---------- | ------------------------------------------------------------------------- | ---------------------------------------------------- | ------------------------------------ | ------------- | ------------------- |
| gennaio?   | East India Championships 1938 , India Singolare - Doppio                  | Jenny Sandison Boland 6-3 7-5                        | Leila Row                            |               |                     |
| gennaio?   | East India Championships 1938 , India Singolare - Doppio                  | Jenny Sandison Boland Mrs Edney                      |                                      |               |                     |
| gennaio?   | East India Championships 1938 , India Singolare - Doppio                  | Doppio misto: R.L.C. Footit Jimmy Mehta              | Leila Row Ghaus Mohammed             |               |                     |
| gennaio?   | All India Championships 1938 Allahabad, India Singolare - Doppio          | Leila Row 6-1 6-2                                    | Meher Dubash                         |               |                     |
| gennaio?   | All India Championships 1938 Allahabad, India Singolare - Doppio          |                                                      |                                      |               |                     |
| gennaio?   | All India Championships 1938 Allahabad, India Singolare - Doppio          | Doppio misto: Miss R.L.C. Footit Jimmy Mehta 6-1 6-4 | Miss Woodbridge R. W. Woodbridge     |               |                     |
| gennaio?   | Bengal Championships 1938 Calcutta, India Singolare - Doppio              | Jenny Sandison Boland                                |                                      |               |                     |
| gennaio?   | Bengal Championships 1938 Calcutta, India Singolare - Doppio              |                                                      |                                      |               |                     |
| gennaio?   | Bengal Championships 1938 Calcutta, India Singolare - Doppio              | Doppio misto: R.L.C. Footit Jimmy Mehta              |                                      |               |                     |
| 22 gennaio | Australian Championships 1938 Adelaide, Australia Erba Singolare - Doppio | Dorothy Bundy Cheney 6-3, 6-2                        | Dorothy Stevenson                    |               |                     |
| 22 gennaio | Australian Championships 1938 Adelaide, Australia Erba Singolare - Doppio | Thelma Coyne Nancy Wynne 9-7, 6-4                    | Dorothy Bundy Cheney Dorothy Workman |               |                     |
| 24 gennaio | Siam Championship 1938 , Siam Singolare - Doppio                          | Sanguan 6-4 3-6 6-3                                  | Kuat                                 |               |                     |
| 24 gennaio | Siam Championship 1938 , Siam Singolare - Doppio                          |                                                      |                                      |               |                     |
| 24 gennaio | Siam Championship 1938 , Siam Singolare - Doppio                          | Doppio misto: Kuat Sanoh                             | Sanguan Vichinta                     |               |                     |

## Febbraio
| Settimana   | Torneo                                                                             | Vincitore                                                | Finalista                                  | Semifinalisti | Eliminati ai quarti |
| ----------- | ---------------------------------------------------------------------------------- | -------------------------------------------------------- | ------------------------------------------ | ------------- | ------------------- |
| febbraio    | New Zealand Championships 1938 Auckland, Nuova Zelanda Singolare - Doppio          | Margaret Beverley 6-2 8-6                                | Dora Miller                                |               |                     |
| febbraio    | New Zealand Championships 1938 Auckland, Nuova Zelanda Singolare - Doppio          | Margaret Beverley Nessie Beverley 9-7 6-3                | Irene Poole Thelma Poole                   |               |                     |
| febbraio    | New Zealand Championships 1938 Auckland, Nuova Zelanda Singolare - Doppio          | Doppio misto: Margaret Beverley J.W. Gunn 6-2 6-3        | M. Glenny R.J.D. Sharpe                    |               |                     |
| 6 febbraio  | Gallia Club Championships 1938 Cannes, Francia Singolare - Doppio                  | Alice Weiwers 3-6 6-3 6-0                                | Gracyn Wheeler                             |               |                     |
| 6 febbraio  | Gallia Club Championships 1938 Cannes, Francia Singolare - Doppio                  | Alice Weiwers Cosette Saint-Omer-Roy 7-5 6-4             | Valerie Scott Muriel Thomas                |               |                     |
| 6 febbraio  | Gallia Club Championships 1938 Cannes, Francia Singolare - Doppio                  | Doppio misto: Simonne Mathieu Jacques Brugnon            | Cosette Saint-Omer-Roy André Jacquemet     |               |                     |
| 7 febbraio  | Bermudian Hotel Championships 1938 Hamilton, Bermuda Singolare - Doppio            | Sylvie Henrotin                                          | Dorothy Andrus                             |               |                     |
| 7 febbraio  | Bermudian Hotel Championships 1938 Hamilton, Bermuda Singolare - Doppio            |                                                          |                                            |               |                     |
| 12 febbraio | Carlton Championships 1938 Cannes, Francia Singolare - Doppio                      | Alice Weiwers (3 set)                                    | Valerie Scott                              |               |                     |
| 12 febbraio | Carlton Championships 1938 Cannes, Francia Singolare - Doppio                      | Alice Weiwers Cosette Saint-Omer-Roy 6-2 4-6 6-1         | Gracyn Wheeler Simonne Mathieu             |               |                     |
| 12 febbraio | Carlton Championships 1938 Cannes, Francia Singolare - Doppio                      | Doppio misto: Alice Weiwers Kho Sin Kie 6-4 6-0          | Rita Jarvis W. Robertson                   |               |                     |
| 13 febbraio | Northen California Indoor Championships 1938 San Francisco, USA Singolare - Doppio | Margaret Osborne 6-1 6-0                                 | Elsie Gabel                                |               |                     |
| 13 febbraio | Northen California Indoor Championships 1938 San Francisco, USA Singolare - Doppio | Eleanor Dawson Frances Umphred 6-4 2-6 6-2               | Lou Gates Gussie Raegener Claire           |               |                     |
| 13 febbraio | Northen California Indoor Championships 1938 San Francisco, USA Singolare - Doppio | Doppio misto: Margaret Osborne Howard Blethen 6-4 6-2    | Virginia Wolfenden Kovacs Gerald Stratford |               |                     |
| 19 febbraio | South of France Championships 1938 Nizza, Francia Singolare - Doppio               | Gracyn Wheeler 6-4 6-2                                   | Gem Hoahing                                |               |                     |
| 19 febbraio | South of France Championships 1938 Nizza, Francia Singolare - Doppio               | Simonne Mathieu Jadwiga Jędrzejowska 6-2 6-0             | Cosette Saint-Omer-Roy Alice Weivers       |               |                     |
| 19 febbraio | South of France Championships 1938 Nizza, Francia Singolare - Doppio               | Doppio misto: Jadwiga Jędrzejowska Toto Brugnon 6-2 6-3  | Alice Weivers Max Ellmer                   |               |                     |
| 20 febbraio | French Covered Court Championships 1938 Parigi, Francia Singolare - Doppio         | Suzanne Pennetier 7-5 6-4                                | Arlette Halff                              |               |                     |
| 20 febbraio | French Covered Court Championships 1938 Parigi, Francia Singolare - Doppio         | Suzanne Pennetier Mme.M. Lebailly 6-1 1-6 6-4            | Jean Saunders Simone Barbier               |               |                     |
| 20 febbraio | French Covered Court Championships 1938 Parigi, Francia Singolare - Doppio         | Doppio misto: Jean Saunders Kalle Schroder 6-0 6-3       | Simone Barbier Jean Leseuer                |               |                     |
| 21 febbraio | Central American and Caribbean Games 1938 Panama, Panama Singolare - Doppio        | Raquel Moch 7-5 6-3                                      | Esperanza de Chavez                        |               |                     |
| 21 febbraio | Central American and Caribbean Games 1938 Panama, Panama Singolare - Doppio        | Raquel Moch Esperanza Belmar de Chavez 3-6 6-2 6-2       | Carmen Urbaneja Cristina Equi              |               |                     |
| 21 febbraio | Central American and Caribbean Games 1938 Panama, Panama Singolare - Doppio        | Doppio misto: Loris Leyden Harold Dayes 6-1 6-2          | H. Dittel R. Saprissa                      |               |                     |
| 26 febbraio | Torneo di Beaulieu 1938 Beaulieu-sur-Mer, Francia Singolare - Doppio               | Margaret Scriven 5-7 6-1 6-3                             | Jadwiga Jędrzejowska                       |               |                     |
| 26 febbraio | Torneo di Beaulieu 1938 Beaulieu-sur-Mer, Francia Singolare - Doppio               | Jadwiga Jędrzejowska Muriel Thomas 8-6 8-6               | Gracyn Wheeler Valerie Scott               |               |                     |
| 26 febbraio | Torneo di Beaulieu 1938 Beaulieu-sur-Mer, Francia Singolare - Doppio               | Doppio misto: Jadwiga Jędrzejowska Henri Bolelli 6-3 7-5 | Rita Jarvis Pat Hughes                     |               |                     |
| 27 febbraio | German Covered Court Championships 1938 Brema, Germania Singolare - Doppio         | Totta Zehden 8-6 6-3                                     | Trude Wolf                                 |               |                     |
| 27 febbraio | German Covered Court Championships 1938 Brema, Germania Singolare - Doppio         | Mlle Rollet Totta Zehden 6-3 0-6 6-4                     | Thilde Hamel Ursula Heidtmann              |               |                     |
| 27 febbraio | German Covered Court Championships 1938 Brema, Germania Singolare - Doppio         | Doppio misto: Rolf Göpfert Totta Zehden 3-6 6-3 6-2      | Mihaly Csikos Totta Zehden                 |               |                     |
| 28 febbraio | Monte Carlo Cup 1938 Monte Carlo, Monte Carlo Singolare - Doppio                   | Jadwiga Jędrzejowska 6-4 6-3                             | Margaret Scriven                           |               |                     |
| 28 febbraio | Monte Carlo Cup 1938 Monte Carlo, Monte Carlo Singolare - Doppio                   | Jadwiga Jędrzejowska Muriel Thomas 6-1 6-3               | Margaret Scriven Billie Yorke              |               |                     |
| 28 febbraio | Monte Carlo Cup 1938 Monte Carlo, Monte Carlo Singolare - Doppio                   | Doppio misto: Jadwiga Jędrzejowska Josef Hebda 7-5 6-4   | Gracyn Wheeler Toto Brugnon                |               |                     |

## Marzo
| Settimana | Torneo                                                                                               | Vincitore                                                              | Finalista                                        | Semifinalisti | Eliminati ai quarti |
| --------- | --- | ---------------------------------------------------------------------- | ------------------------------------------------ | ------------- | ------------------- |
| marzo     | Egyptian International Alexandria Championships 1938 Alessandria d'Egitto, Egitto Singolare - Doppio | Gracyn Wheeler 6-2 6-0                                                 | Gaby Curtis                                      |               |                     |
| marzo     | Egyptian International Alexandria Championships 1938 Alessandria d'Egitto, Egitto Singolare - Doppio | Gaby Curtis Billie Yorke 7-5 4-6 6-4                                   | Gracyn Wheeler Mary Cootes                       |               |                     |
| marzo     | Egyptian International Alexandria Championships 1938 Alessandria d'Egitto, Egitto Singolare - Doppio | Doppio misto: Gracyn Wheeler Kho Sin Kie 4-6 9-7 6-4                   | Billie Yorke Coco Gentien                        |               |                     |
| marzo     | Egyptian International Cairo Championships 1938 Il Cairo, Egitto Singolare - Doppio                  | Billie Yorke 6-4 1-6 6-2                                               | Gracyn Wheeler                                   |               |                     |
| marzo     | Egyptian International Cairo Championships 1938 Il Cairo, Egitto Singolare - Doppio                  | Gracyn Wheeler Mary Cootes 2-6 7-5 6-2                                 | Billie Yorke Leila Row                           |               |                     |
| marzo     | Egyptian International Cairo Championships 1938 Il Cairo, Egitto Singolare - Doppio                  | Doppio misto: Billie Yorke Dragutin Mitic 6-4 6-2                      | Leila Row S.L.R.Sawhney                          |               |                     |
| 5 marzo   | US Indoors 1938 New York, USA Singolare - Doppio                                                     | Virginia Hollinger 6-1 2-6 6-3                                         | Kay Winthrop                                     |               |                     |
| 5 marzo   | US Indoors 1938 New York, USA Singolare - Doppio                                                     | Virginia Rice Johnson Kay Winthrop 4-6 6-1 6-2                         | Millicent Hirsch Minnie Fullen                   |               |                     |
| 5 marzo   | US Indoors 1938 New York, USA Singolare - Doppio                                                     | Doppio misto: Norma Taubele Barber Frank Bowden 9-7 6-4                | Kay Winthrop Wayne Sabin                         |               |                     |
| 5 marzo   | British Covered Court Championships 1938 Londra, Gran Bretagna Singolare - Doppio                    | Jean Saunders 6-1 6-3                                                  | Alex McKelvie                                    |               |                     |
| 5 marzo   | British Covered Court Championships 1938 Londra, Gran Bretagna Singolare - Doppio                    | Joan Ingram Evelyn Dearman 6-4 8-6                                     | Peggy Saunders Michell Dorothy Shepherd-Baron    |               |                     |
| 5 marzo   | British Covered Court Championships 1938 Londra, Gran Bretagna Singolare - Doppio                    | Doppio misto: Ermyntrude Harvey Camille Malfroy 0-6 6-2 9-7            | Joan Ingram Frank Wilde                          |               |                     |
| 9 marzo   | Danish Covered Court Championships 1938 Copenaghen, Danimarca Singolare - Doppio                     | Hilde Sperling 6-1 3-6 6-0                                             | Else Hollis                                      |               |                     |
| 9 marzo   | Danish Covered Court Championships 1938 Copenaghen, Danimarca Singolare - Doppio                     | Else Hollis Hilde Sperling 6-1 6-1                                     | Inge Behrens Johanna Gleerup                     |               |                     |
| 9 marzo   | Danish Covered Court Championships 1938 Copenaghen, Danimarca Singolare - Doppio                     | Doppio misto: Anker Jacobsen Hilde Sperling 6-2 6-2                    | Helge Ploughmann Else Hollis                     |               |                     |
| 12 marzo  | Riviera Championships 1938 Mentone, Francia Terra rossa Singolare - Doppio                           | Jadwiga Jędrzejowska 4-6 6-4 6-2                                       | Hella Kovac                                      |               |                     |
| 12 marzo  | Riviera Championships 1938 Mentone, Francia Terra rossa Singolare - Doppio                           | Valerie Scott Rita Jarvis 4-6 6-4 6-4                                  | Edith Sander Klara Hammer Beutter                |               |                     |
| 12 marzo  | Riviera Championships 1938 Mentone, Francia Terra rossa Singolare - Doppio                           | Doppio misto: Jadwiga Jędrzejowska Henri Bolelli 4-6 6-3 6-3           | Valerie Scott Donald Butler                      |               |                     |
| 12 marzo  | South Australia Championships 1938 Adelaide, Australia Singolare - Doppio                            | Sadie Berryman Newcombe 4-6 6-1 6-4                                    | Nancy Chitty                                     |               |                     |
| 12 marzo  | South Australia Championships 1938 Adelaide, Australia Singolare - Doppio                            | Nancy Chitty Connie Coate 6-3 2-6 6-4                                  | Gwendoline O'Halloran Joan Walters               |               |                     |
| 12 marzo  | South Australia Championships 1938 Adelaide, Australia Singolare - Doppio                            | Doppio misto: Len Schwartz Gwen O'Halloran 6-3 6-4                     | Lionel Brodie Nancy Chitty                       |               |                     |
| 19 marzo  | Torneo di Bordighera 1938 Bordighera, Italia Singolare - Doppio                                      | Margaret Scriven 6-4 8-6                                               | Hella Kovac                                      |               |                     |
| 19 marzo  | Torneo di Bordighera 1938 Bordighera, Italia Singolare - Doppio                                      |                                                                        |                                                  |               |                     |
| 19 marzo  | Torneo di Bordighera 1938 Bordighera, Italia Singolare - Doppio                                      | Doppio misto: Mary Whitmarsh Donald Butler walkover                    | Margaret Scriven George Lyttleton-Rogers         |               |                     |
| 19 marzo  | Bermuda International Championships 1938 Hamilton, Bermuda Singolare - Doppio                        | Sylvie Henrotin 3-6 6-4 6-2                                            | Marjorie Van Ryn                                 |               |                     |
| 19 marzo  | Bermuda International Championships 1938 Hamilton, Bermuda Singolare - Doppio                        | Sylvie Henrotin Dorothy Andrus 6-0 6-0                                 | Florence Le Boutillier Penelope Anderson McBride |               |                     |
| 19 marzo  | Bermuda International Championships 1938 Hamilton, Bermuda Singolare - Doppio                        | Doppio misto: Sylvie Henrotin Don McNeill 3-6 ?-? 6-3                  | Sarah Palfrey Fabyan Wayne Sabin                 |               |                     |
| 27 marzo  | Palm Springs Invitational 1938 Palm Springs, USA Singolare - Doppio                                  | Barbara Winslow 6-3 4-6 6-1                                            | Dorothy Workman                                  |               |                     |
| 27 marzo  | Palm Springs Invitational 1938 Palm Springs, USA Singolare - Doppio                                  |                                                                        |                                                  |               |                     |
| 28 marzo  | Cannes Championships 1938 Cannes, Francia Singolare - Doppio                                         | Jadwiga Jędrzejowska 6-1 8-6                                           | Alice Weivers                                    |               |                     |
| 28 marzo  | Cannes Championships 1938 Cannes, Francia Singolare - Doppio                                         | Jadwiga Jędrzejowska Muriel Thomas 6-0 6-2                             | Cosette Saint-Omer-Roy Alice Weivers             |               |                     |
| 28 marzo  | Cannes Championships 1938 Cannes, Francia Singolare - Doppio                                         | Doppio misto: Jadwiga Jędrzejowska George Lyttleton-Rogers 6-3 6-8 6-4 | Cosette St. Omer Roy Kalle Schroder              |               |                     |
| 28 marzo  | River Oaks International Tennis Tournament 1938 Houston, USA Singolare - Doppio                      | Marjorie Gladman Van Ryn 6-2 6-3                                       | Eunice Dean                                      |               |                     |
| 28 marzo  | River Oaks International Tennis Tournament 1938 Houston, USA Singolare - Doppio                      |                                                                        |                                                  |               |                     |

## Aprile
| Settimana | Torneo                                                                                       | Vincitore                                                        | Finalista                                   | Semifinalisti | Eliminati ai quarti |
| --------- | -------------------------------------------------------------------------------------------- | ---------------------------------------------------------------- | ------------------------------------------- | ------------- | ------------------- |
| 7 aprile  | South African Championships 1938 Johannesburg, Sudafrica Singolare - Doppio                  | Billie Tapscott 6-4 6-4                                          | Olive Craze                                 |               |                     |
| 7 aprile  | South African Championships 1938 Johannesburg, Sudafrica Singolare - Doppio                  | Bobbie Heine Miller Margaret Morphew 6-4 6-4                     | Olive Craze Shelia Piercey                  |               |                     |
| 7 aprile  | South African Championships 1938 Johannesburg, Sudafrica Singolare - Doppio                  | Doppio misto: Bobbie Heine Miller Norman Farquharson 7-9 8-6 6-3 | Margaret Morphew Vernon Kirby               |               |                     |
| 10 aprile | Torneo di Cap d'Antibes 1938 Cap d'Antibes, Francia Singolare - Doppio                       | Mlle Jackson 6-3 2-6 6-2                                         | Jacqueline Goldschmidt                      |               |                     |
| 10 aprile | Torneo di Cap d'Antibes 1938 Cap d'Antibes, Francia Singolare - Doppio                       | Simonne Mathieu Muriel Thomas 6-4 6-4                            | Cosette Saint-Omer-Roy Alice Weivers        |               |                     |
| 10 aprile | Torneo di Cap d'Antibes 1938 Cap d'Antibes, Francia Singolare - Doppio                       | Doppio misto: Simonne Mathieu Jean Lesueur 6-1 6-2               | Cosette Saint-Omer-Roy Constantin Tanasescu |               |                     |
| 15 aprile | Tally Ho! Hard Court Championships 1938 Birmingham, Gran Bretagna Cemento Singolare - Doppio | Anita Lizana 7-5 5-7 6-3                                         | Freda James                                 |               |                     |
| 15 aprile | Tally Ho! Hard Court Championships 1938 Birmingham, Gran Bretagna Cemento Singolare - Doppio |                                                                  |                                             |               |                     |
| 17 aprile | Beverly Hills Championships 1938 Beverly Hills, USA Singolare - Doppio                       | Alice Marble 6-3 6-4                                             | Barbara Winslow                             |               |                     |
| 17 aprile | Beverly Hills Championships 1938 Beverly Hills, USA Singolare - Doppio                       |                                                                  |                                             |               |                     |
| 17 aprile | Beverly Hills Championships 1938 Beverly Hills, USA Singolare - Doppio                       | Doppio misto: Alice Marble Don Budge 8-6 6-2                     | Dorothy Bundy Cheney Jack Tidball           |               |                     |
| 17 aprile | Greek International Championships 1938 Atene, Grecia Singolare - Doppio                      | Gracyn Wheeler 6-1 9-7                                           | Marie Luis Horn                             |               |                     |
| 17 aprile | Greek International Championships 1938 Atene, Grecia Singolare - Doppio                      | Marie Luis Horn Susan Noel 8-6 7-5                               | Gracyn Wheeler Billie Yorke                 |               |                     |
| 17 aprile | Greek International Championships 1938 Atene, Grecia Singolare - Doppio                      | Doppio misto: Billie Yorke Max Ellmer                            | Clara Somogyi Jimmy Mehta                   |               |                     |
| 23 aprile | British Hard Court Championships 1938 Bournemouth, Gran Bretagna Singolare - Doppio          | Margaret Scriven 7-5 6-2                                         | Nancy Wynne                                 |               |                     |
| 23 aprile | British Hard Court Championships 1938 Bournemouth, Gran Bretagna Singolare - Doppio          | Evelyn Dearman Joan Ingram 8-6 4-6 6-3                           | Freda James Katherine Stammers              |               |                     |
| 23 aprile | British Hard Court Championships 1938 Bournemouth, Gran Bretagna Singolare - Doppio          | Doppio misto: Nancye Wynne Christian Boussus 6-2 6-2             | Joan Ingram Henry Billington                |               |                     |

## Maggio
| Settimana | Torneo                                                                                            | Vincitore                                                 | Finalista                          | Semifinalisti | Eliminati ai quarti |
| --------- | ------------------------------------------------------------------------------------------------- | --------------------------------------------------------- | ---------------------------------- | ------------- | ------------------- |
| maggio    | Southern California Championships 1938 Los Angeles, USA Singolare - Doppio                        | Dorothy Workman 6-4 6-4                                   | Barbara Winslow                    |               |                     |
| maggio    | Southern California Championships 1938 Los Angeles, USA Singolare - Doppio                        |                                                           |                                    |               |                     |
| maggio    | Southern California Championships 1938 Los Angeles, USA Singolare - Doppio                        | Doppio misto: Esther Bartosh Gerald Bartosh 6-3 7-5       | Mary Arnold Willis Anderson        |               |                     |
| 1º maggio | Hot Springs Invitation 1938 Hot Springs, USA Singolare - Doppio                                   | Hope Knowles 6-0 6-2                                      | Florence Le Boutillier             |               |                     |
| 1º maggio | Hot Springs Invitation 1938 Hot Springs, USA Singolare - Doppio                                   | Florence Le Boutillier Anne Page 6-3 9-7                  | Hope Knowles Barbara Nields        |               |                     |
| 1º maggio | Hot Springs Invitation 1938 Hot Springs, USA Singolare - Doppio                                   | Doppio misto: Florence Le Boutillier Elwood Cooke 6-4 6-0 | Barbara Nields Gus Ganzenmuller    |               |                     |
| 2 maggio  | London Hard Court Championships 1938 Hurlingham, Gran Bretagna Singolare - Doppio                 | Margot Lumb 6-3 6-2                                       | Nancy Wynne                        |               |                     |
| 2 maggio  | London Hard Court Championships 1938 Hurlingham, Gran Bretagna Singolare - Doppio                 | Nancy Wynne Thelma Coyne 6-4 6-3                          | Katherine Stammers Margot Lumb     |               |                     |
| 8 maggio  | California State Championships 1938 Berkeley, USA Singolare - Doppio                              | Bonnie Miller Blank 6-4 6-2                               | Virginia Wolfenden Kovacs          |               |                     |
| 8 maggio  | California State Championships 1938 Berkeley, USA Singolare - Doppio                              | Jane Stanton Bonnie Miller Blank 6-4 9-7                  | Anna McCune Harper Frances Umphred |               |                     |
| 8 maggio  | California State Championships 1938 Berkeley, USA Singolare - Doppio                              | Doppio misto: Margaret Osborne Frank Kovacs 10-8 6-0      | Anna McCune Harper Mort Ballagh    |               |                     |
| 9 maggio  | North London Hard Court Championships 1938 Highbury, Gran Bretagna Terra rossa Singolare - Doppio | Helen Wills 6-2 7-5                                       | Margot Lumb                        |               |                     |
| 9 maggio  | North London Hard Court Championships 1938 Highbury, Gran Bretagna Terra rossa Singolare - Doppio |                                                           |                                    |               |                     |
| 13 maggio | Wiesbaden Championships 1938 Wiesbaden, Germania Singolare - Doppio                               | Marie Luis Horn 6-0 6-1                                   | Totta Zehden                       |               |                     |
| 13 maggio | Wiesbaden Championships 1938 Wiesbaden, Germania Singolare - Doppio                               | Gracyn Wheeler Mary Cootes 2-6 6-3 6-4                    | Trudi Wolf Rosl Kraus              |               |                     |
| 13 maggio | Wiesbaden Championships 1938 Wiesbaden, Germania Singolare - Doppio                               | Doppio misto: Totta Zehden Tamino Abe 2-6 6-3 6-4         | Marie Luise Horn Willis Robertson  |               |                     |
| 16 maggio | Massachusetts Women's Championships 1938 Brookline, USA Erba Singolare - Doppio                   | D.E. Cameron 1-6 8-6 6-4                                  | Virginia Rice Johnson              |               |                     |
| 16 maggio | Massachusetts Women's Championships 1938 Brookline, USA Erba Singolare - Doppio                   | Betty Corbiere Marjorie Morrill Painter 6-4 6-1           | Baba Madden Dorothy Wightman       |               |                     |
| 18 maggio | Philippines Championships 1938 Manila, Filippine Singolare - Doppio                               | Minda Ochoa 6-1 6-3                                       | Estrella Alburo                    |               |                     |
| 18 maggio | Philippines Championships 1938 Manila, Filippine Singolare - Doppio                               |                                                           |                                    |               |                     |
| 23 maggio | Middlesex Championships 1938 Cheswick Park, Gran Bretagna Erba Singolare - Doppio                 | Jadwiga Jędrzejowska 7-5 6-2                              | Dorothy Bundy Cheney               |               |                     |
| 23 maggio | Middlesex Championships 1938 Cheswick Park, Gran Bretagna Erba Singolare - Doppio                 |                                                           |                                    |               |                     |
| 30 maggio | Hertfordshire Championships 1938 Harpenden, Gran Bretagna Singolare - Doppio                      | Helen Jacobs 6-2 6-1                                      | Jean Nicoll                        |               |                     |
| 30 maggio | Hertfordshire Championships 1938 Harpenden, Gran Bretagna Singolare - Doppio                      |                                                           |                                    |               |                     |
| 30 maggio | Torneo di Saint George's Hill 1938 Weybridge, Gran Bretagna Singolare - Doppio                    | Alice Marble 6-3 6-4                                      | Bobbie Heine Miller                |               |                     |
| 30 maggio | Torneo di Saint George's Hill 1938 Weybridge, Gran Bretagna Singolare - Doppio                    | Sarah Palfrey Fabyan Alice Marble 6-1 0-6 10-8            | Jadwiga Jędrzejowska Muriel Thomas |               |                     |
| 30 maggio | New England Championships 1938 Hartford, USA Singolare - Doppio                                   | Helen Rihbany 7-5 6-1                                     | Eunice Dean                        |               |                     |
| 30 maggio | New England Championships 1938 Hartford, USA Singolare - Doppio                                   | Helen Rihbany Millicent Hirsch 1-6 6-3 6-2                | Argyll Pryor Rice Edith Moore      |               |                     |

## Giugno
| Settimana | Torneo                                                                                  | Vincitore                                                 | Finalista                           | Semifinalisti | Eliminati ai quarti |
| --------- | --------------------------------------------------------------------------------------- | --------------------------------------------------------- | ----------------------------------- | ------------- | ------------------- |
| 6 giugno  | Kent Championships 1938 Beckenham, Gran Bretagna Singolare - Doppio                     | Jadwiga Jędrzejowska 7-5 3-6 6-2                          | Bobbie Heine Miller                 |               |                     |
| 6 giugno  | Kent Championships 1938 Beckenham, Gran Bretagna Singolare - Doppio                     |                                                           |                                     |               |                     |
| 6 giugno  | West of England Championships 1938 Bristol, Gran Bretagna Singolare - Doppio            | Mona Riddell 1-6 6-3 6-4                                  | Gem Hoahing                         |               |                     |
| 6 giugno  | West of England Championships 1938 Bristol, Gran Bretagna Singolare - Doppio            |                                                           |                                     |               |                     |
| 6 giugno  | Internazionali di Francia 1938 Parigi, Francia Terra rossa Singolare - Doppio           | Simonne Mathieu 6-0 6-3                                   | Nelly Landry                        |               |                     |
| 6 giugno  | Internazionali di Francia 1938 Parigi, Francia Terra rossa Singolare - Doppio           | Simonne Mathieu Billie Yorke 6-3, 6-3                     | Arlette Halff Nelly Landry          |               |                     |
| 13 giugno | Queen's Club Championships 1938 Londra, Gran Bretagna Singolare - Doppio                | Jadwiga Jędrzejowska 6-3 6-0                              | Hilde Krahwinkel Sperling           |               |                     |
| 13 giugno | Queen's Club Championships 1938 Londra, Gran Bretagna Singolare - Doppio                | Margaret Morphew Bobbie Heine Miller 4-6 6-0 6-0          | Jadwiga Jędrzejowska Muriel Thomas  |               |                     |
| 13 giugno | Queen's Club Championships 1938 Londra, Gran Bretagna Singolare - Doppio                | Doppio misto: Bobbie Heine Miller John Olliff 4-6 6-2 6-3 | Jadwiga Jędrzejowska Gene Mako      |               |                     |
| 13 giugno | Southern Championships 1938 Asheville, USA Singolare - Doppio                           | Marta Barnett 8-6 6-2                                     | Lila Porter                         |               |                     |
| 13 giugno | Southern Championships 1938 Asheville, USA Singolare - Doppio                           | Catherine Sample Marta Barnett 5-7 8-6 6-2                | Lila Porter Eliza Coxe              |               |                     |
| 13 giugno | Southern Championships 1938 Asheville, USA Singolare - Doppio                           | Doppio misto: Lila Porter Clayton Lee Burwell 7-9 6-3 6-2 | Marta Barnett Vernon Marcum         |               |                     |
| 18 giugno | Torneo di La Jolla 1938 La Jolla, USA Singolare - Doppio                                | May Doeg 6-1, 6-2                                         | Ruby Bixler                         |               |                     |
| 18 giugno | Torneo di La Jolla 1938 La Jolla, USA Singolare - Doppio                                |                                                           |                                     |               |                     |
| 18 giugno | Torneo di La Jolla 1938 La Jolla, USA Singolare - Doppio                                | Doppio misto: Dorothy Bundy William Doeg 10-8, 6-3        | Welby van Horn Jacque Virgil        |               |                     |
| 19 giugno | Missouri Valley Championships 1938 Kansas City, USA Singolare - Doppio                  | Virginia Wolfenden Kovacs 4-6 6-2 6-4                     | Patricia Todd                       |               |                     |
| 19 giugno | Missouri Valley Championships 1938 Kansas City, USA Singolare - Doppio                  | Virginia Wolfenden Kovacs Patricia Todd 6-1 5-7 6-1       | Wilma Perry Mildred Crowe           |               |                     |
| 20 giugno | District Women's Grass Court Championships 1938 Filadelfia, USA Erba Singolare - Doppio | Hope Knowles 6-2 6-1                                      | Cecelia Riegel                      |               |                     |
| 20 giugno | District Women's Grass Court Championships 1938 Filadelfia, USA Erba Singolare - Doppio | Anne Page Marion Zinderstein Jessup 13-15 6-1 6-2         | Madge Harshaw Patrica Kilmartin     |               |                     |
| 27 giugno | Pennsylvania & Eastern States Championships 1938 Haverford, USA Singolare - Doppio      | Eunice Dean 6-4 6-1                                       | Theodosia Smith                     |               |                     |
| 27 giugno | Pennsylvania & Eastern States Championships 1938 Haverford, USA Singolare - Doppio      | Edith Clarke Dorothy Robinson 4-6 6-4 6-2                 | Anne Page Marion Zinderstein Jessup |               |                     |

## Luglio
| Settimana | Torneo                                                                                    | Vincitore                                                   | Finalista                                     | Semifinalisti | Eliminati ai quarti |
| --------- | ----------------------------------------------------------------------------------------- | ----------------------------------------------------------- | --------------------------------------------- | ------------- | ------------------- |
| luglio    | Quebec Championships 1938 , Canada Singolare - Doppio                                     | Pauline Bolte                                               | non conosciuta (bandiera)                     |               |                     |
| luglio    | Quebec Championships 1938 , Canada Singolare - Doppio                                     | Golda Meyer Gross Caroline Deacon 6-4 5-7 6-4               | Eleanor Young Susie Milne                     |               |                     |
| luglio    | Quebec Championships 1938 , Canada Singolare - Doppio                                     | Doppio misto: Susie Milne Russ Hawes 3-6 7-5 6-4            | Eleanor Young Tom Berto                       |               |                     |
| 2 luglio  | Torneo di Wimbledon 1938 Londra, Gran Bretagna Erba Singolare - Doppio                    | Helen Wills 6-4, 6-0                                        | Helen Jacobs                                  |               |                     |
| 2 luglio  | Torneo di Wimbledon 1938 Londra, Gran Bretagna Erba Singolare - Doppio                    | Alice Marble Sarah Palfrey 6-2, 6-3                         | Simonne Mathieu Billie Yorke                  |               |                     |
| 3 luglio  | Czechoslovakian International Championships 1938 Praga, Cecoslovacchia Singolare - Doppio | Gerda Hein Muller 6-1 6-1                                   | J. Pittnerova                                 |               |                     |
| 3 luglio  | Czechoslovakian International Championships 1938 Praga, Cecoslovacchia Singolare - Doppio | Hein Muller M. Sobotkova 6-3 6-0                            | J. Pittnerova Borakova                        |               |                     |
| 3 luglio  | Czechoslovakian International Championships 1938 Praga, Cecoslovacchia Singolare - Doppio | Doppio misto: K. Dertinova Josef Malecek 6-4 6-4            | Gerda Hein Muller Roderich Menzel             |               |                     |
| 3 luglio  | Dutch International Championships 1938 Noordwijk, Paesi Bassi Singolare - Doppio          | Bobbie Heine Miller 10-8 8-6                                | Nancy Wynne                                   |               |                     |
| 3 luglio  | Dutch International Championships 1938 Noordwijk, Paesi Bassi Singolare - Doppio          | Bobbie Heine Miller Margaret Morphew 10-8 8-6               | Thelma Coyne Nancy Wynne                      |               |                     |
| 3 luglio  | Dutch International Championships 1938 Noordwijk, Paesi Bassi Singolare - Doppio          | Doppio misto: Nell Hall Hopman Tod Hughan 8-6 9-7           | Bobbie Heine Miller Leopold de Borman         |               |                     |
| 4 luglio  | Eastern Clay Court Championships 1938 Montclair, USA Singolare - Doppio                   | Edna Smith 5-7 9-7 ritiro                                   | Helen Bernhard                                |               |                     |
| 4 luglio  | Eastern Clay Court Championships 1938 Montclair, USA Singolare - Doppio                   | Tokuko Nakano Helen Germaine                                | Edna Smith Olga Kallos                        |               |                     |
| 4 luglio  | Eastern Clay Court Championships 1938 Montclair, USA Singolare - Doppio                   | Doppio misto: Edith Moore Robert Kamrath 7-5 4-6 6-4        | Edna Smith John Foreman                       |               |                     |
| 4 luglio  | Tri-State Championships 1938 Cincinnati, USA Singolare - Doppio                           | Virginia Hollinger 6-2 6-3                                  | Margaret Jessee                               |               |                     |
| 4 luglio  | Tri-State Championships 1938 Cincinnati, USA Singolare - Doppio                           | Virginia Wolfenden Kovacs Patricia Canning 0-6 8-6 6-2      | Monica Nolan Marta Barnett                    |               |                     |
| 4 luglio  | Midland Counties Championships 1938 Edgbaston, Gran Bretagna Singolare - Doppio           | Mary Hardwick 7-5 6-1                                       | Simonne Mathieu                               |               |                     |
| 4 luglio  | Midland Counties Championships 1938 Edgbaston, Gran Bretagna Singolare - Doppio           |                                                             |                                               |               |                     |
| 5 luglio  | Irish Championships 1938 Dublino, Irlanda Singolare - Doppio                              | Helen Wills 6-4 6-2                                         | helma Jarvis                                  |               |                     |
| 5 luglio  | Irish Championships 1938 Dublino, Irlanda Singolare - Doppio                              |                                                             |                                               |               |                     |
| 5 luglio  | Middle States Championships 1938 Filadelfia, USA Singolare - Doppio                       | Helen Rihbany 7-5 7-5                                       | Millicent Hirsch                              |               |                     |
| 5 luglio  | Middle States Championships 1938 Filadelfia, USA Singolare - Doppio                       | Patricia Todd Virginia Wolfenden Kovacs 6-4 7-5             | Millicent Hirsch Helen Rihbany                |               |                     |
| 8 luglio  | German Championships 1938 Amburgo, Germania Singolare - Doppio                            | Hilde Sperling 6-1 6-0                                      | Margot Lumb                                   |               |                     |
| 8 luglio  | German Championships 1938 Amburgo, Germania Singolare - Doppio                            | Thelma Coyne Nancy Wynne 6-2 6-3                            | Nell Hall Hopman Dorothy Stevenson            |               |                     |
| 8 luglio  | German Championships 1938 Amburgo, Germania Singolare - Doppio                            | Doppio misto: Nancy Wynne Jean Lesueur 7-5 7-5              | Jadwiga Jędrzejowska Adam Baworowski          |               |                     |
| 11 luglio | Northern Championships 1938 Manchester, Gran Bretagna Singolare - Doppio                  | Peggy Saunders 6-1 5-7 7-5                                  | Dora Beazley                                  |               |                     |
| 11 luglio | Northern Championships 1938 Manchester, Gran Bretagna Singolare - Doppio                  | P. Morrison Peggy Saunders titolo condiviso                 | Dora Beazle Patience Thompson                 |               |                     |
| 11 luglio | Welsh Championships 1938 Newport, Gran Bretagna Singolare - Doppio                        | Simonne Mathieu 6-4 6-4                                     | Gladys Seel                                   |               |                     |
| 11 luglio | Welsh Championships 1938 Newport, Gran Bretagna Singolare - Doppio                        | Simonne Mathieu Daphne Seel 6-0 6-2                         | Kathleen Bevir M. MacFarlane                  |               |                     |
| 11 luglio | Welsh Championships 1938 Newport, Gran Bretagna Singolare - Doppio                        | Doppio misto: Simonne Mathieu Camille Malfroy               | Daphne Seel M. Csikos                         |               |                     |
| 11 luglio | Scottish Championships 1938 Peebles, Gran Bretagna Singolare - Doppio                     | Mary Hardwick 6-2 7-5                                       | Dorothy Bundy Cheney                          |               |                     |
| 11 luglio | Scottish Championships 1938 Peebles, Gran Bretagna Singolare - Doppio                     | Mary Hardwick Mary Whitmarsh 6-2, 7-5                       | Nancy Dickin MacPherson-Grant Patsy O'Connell |               |                     |
| 11 luglio | Scottish Championships 1938 Peebles, Gran Bretagna Singolare - Doppio                     | Doppio misto: Frank Wilde Mary Whitmarsh 8-6, 7-5           | Donald MacPhail Mary Hardwick                 |               |                     |
| 17 luglio | Colorado State Championships 1938 Denver, USA Singolare - Doppio                          | Carolin Babcock Stark 1-6 6-4 6-3                           | Bonnie Miller Blank                           |               |                     |
| 17 luglio | Colorado State Championships 1938 Denver, USA Singolare - Doppio                          | Carolin Babcock Stark Esther Bartosh 6-4 6-0                | Bonnie Miller Blank Jane Stanton              |               |                     |
| 17 luglio | Colorado State Championships 1938 Denver, USA Singolare - Doppio                          | Doppio misto: Jane Stanton Mort Ballagh 6-4 3-6 6-4         | Barbara Winslow David Freeman                 |               |                     |
| 18 luglio | Longwood Bowl 1938 Chestnut Hill, USA Erba Singolare - Doppio                             | Helen Bernhard 6-3 6-3                                      | Virginia Wolfenden Kovacs                     |               |                     |
| 18 luglio | Longwood Bowl 1938 Chestnut Hill, USA Erba Singolare - Doppio                             | Eunice Dean Cissy Madden 6-3 6-2                            | Helen Germaine Haruo Nakano                   |               |                     |
| 30 luglio | Seabright Invitational 1938 Seabright, USA Erba Singolare - Doppio                        | Alice Marble 6-2 6-2                                        | Dorothy Bundy Cheney                          |               |                     |
| 30 luglio | Seabright Invitational 1938 Seabright, USA Erba Singolare - Doppio                        | Alice Marble Sarah Palfrey 3-6 6-0 6-0                      | Dorothy Andrus Sylvie Henrotin                |               |                     |
| 30 luglio | Seabright Invitational 1938 Seabright, USA Erba Singolare - Doppio                        | Doppio misto: Alice Marble Hal Surface 6-3 6-2              | Dorothy Andrus Bobby Riggs                    |               |                     |
| 30 luglio | Canadian Championships 1938 Toronto, Canada Singolare - Doppio                            | Pauline Bolte 6-1 6-4                                       | Ruth Porter                                   |               |                     |
| 30 luglio | Canadian Championships 1938 Toronto, Canada Singolare - Doppio                            | Ruby Roberts Fisher Dorothy Walton 5-7 6-3 6-1              | Pauline Bolte Francoise Lacasse               |               |                     |
| 30 luglio | Canadian Championships 1938 Toronto, Canada Singolare - Doppio                            | Doppio misto: Wilmer Allison Mrs Wilmer Allison 4-6 6-4 6-1 | Ruby Roberts Fisher Gordon Robinson           |               |                     |

## Agosto
| Settimana | Torneo                                                                  | Vincitore                                        | Finalista                        | Semifinalisti | Eliminati ai quarti |
| --------- | ----------------------------------------------------------------------- | ------------------------------------------------ | -------------------------------- | ------------- | ------------------- |
| 6 agosto  | Maidstone Invitation 1938 East Hampton, USA Singolare - Doppio          | Barbara Winslow 6-4 6-4                          | Dorothy Workman                  |               |                     |
| 6 agosto  | Maidstone Invitation 1938 East Hampton, USA Singolare - Doppio          | Dorothy Bundy Cheney Dorothy Workman 4-6 6-4 6-2 | Dorothy Andrus Sylvie Henrotin   |               |                     |
| 14 agosto | Eastern Grass Court Championships 1938 Rye, USA Erba Singolare - Doppio | Alice Marble 7-5 6-0                             | Sarah Palfrey                    |               |                     |
| 14 agosto | Eastern Grass Court Championships 1938 Rye, USA Erba Singolare - Doppio | Alice Marble Sarah Palfrey                       | Margot Lumb Kay Stammers Menzies |               |                     |
| 15 agosto | Essex County Championships 1938 Manchester, USA Erba Singolare - Doppio | Alice Marble 6-3 6-1                             | Nancy Wynne                      |               |                     |
| 15 agosto | Essex County Championships 1938 Manchester, USA Erba Singolare - Doppio | Alice Marble Sarah Palfrey 1-6 6-3 6-2           | Dorothy Stevenson Nancy Wynne    |               |                     |

## Settembre
| Settimana    | Torneo                                                                          | Vincitore                                | Finalista                            | Semifinalisti | Eliminati ai quarti |
| ------------ | ------------------------------------------------------------------------------- | ---------------------------------------- | ------------------------------------ | ------------- | ------------------- |
| 5 settembre  | East of England Championships 1938 Eastbourne, Gran Bretagna Singolare - Doppio | Phyllis Mudford King 5-7 6-4 6-4         | Valerie Scott                        |               |                     |
| 5 settembre  | East of England Championships 1938 Eastbourne, Gran Bretagna Singolare - Doppio |                                          |                                      |               |                     |
| 21 settembre | Swiss International Championships 1938 , Svizzera Singolare - Doppio            | Arlette Halff                            | Gracyn Wheeler                       |               |                     |
| 21 settembre | Swiss International Championships 1938 , Svizzera Singolare - Doppio            |                                          |                                      |               |                     |
| 24 settembre | U.S. National Championships 1938 New York, USA Erba Singolare - Doppio          | Alice Marble 6-0, 6-3                    | Nancy Wynne                          |               |                     |
| 24 settembre | U.S. National Championships 1938 New York, USA Erba Singolare - Doppio          | Alice Marble Sarah Palfrey 6-8, 6-4, 6-3 | Jadwiga Jędrzejowska Simonne Mathieu |               |                     |

## Ottobre
| Settimana  | Torneo                                                                            | Vincitore                                                    | Finalista                           | Semifinalisti | Eliminati ai quarti |
| ---------- | --------------------------------------------------------------------------------- | ------------------------------------------------------------ | ----------------------------------- | ------------- | ------------------- |
| 2 ottobre  | Pacific Southwest Championships 1938 Los Angeles, USA Singolare - Doppio          | Dorothy Bundy Cheney 6-4 6-4                                 | Sarah Palfrey                       |               |                     |
| 2 ottobre  | Pacific Southwest Championships 1938 Los Angeles, USA Singolare - Doppio          | Simonne Mathieu Margot Lumb 6-2 6-3                          | Sarah Palfrey Fabyan Gracyn Wheeler |               |                     |
| 2 ottobre  | Pacific Southwest Championships 1938 Los Angeles, USA Singolare - Doppio          | Doppio misto: Sarah Palfrey Fabyan Donald Budge 3-6 6-3 10-8 | Nell Hopman Harry Hopman            |               |                     |
| 10 ottobre | British Covered Court Championships 1938 Londra, Gran Bretagna Singolare - Doppio | Margaret Scriven 6-3 4-6 6-1                                 | Alexandra McOstrich McKelvie        |               |                     |
| 10 ottobre | British Covered Court Championships 1938 Londra, Gran Bretagna Singolare - Doppio | Evelyn Dearman Joan Ingram                                   | Valerie Scott Joan Saunders         |               |                     |
| 10 ottobre | British Covered Court Championships 1938 Londra, Gran Bretagna Singolare - Doppio | Doppio misto: Gem Hoahing Clarence Jones                     | Valerie Scott Donald Butler         |               |                     |
| 16 ottobre | Pacific Coast Championships 1938 Berkeley, USA Singolare - Doppio                 | Simonne Mathieu 6-1 6-0                                      | Nancy Wynne                         |               |                     |
| 16 ottobre | Pacific Coast Championships 1938 Berkeley, USA Singolare - Doppio                 | Nancy Wynne Thelma Coyne 8-6 6-8 6-2                         | Nell Hopman Dorothy Stevenson       |               |                     |
| 16 ottobre | Pacific Coast Championships 1938 Berkeley, USA Singolare - Doppio                 | Doppio misto: Dorothy Workman Don Budge 6-3 8-6              | Margot Lumb Bobby Riggs             |               |                     |

## Novembre
| Settimana   | Torneo                                                                                | Vincitore                                                | Finalista                                 | Semifinalisti | Eliminati ai quarti |
| ----------- | ------------------------------------------------------------------------------------- | -------------------------------------------------------- | ----------------------------------------- | ------------- | ------------------- |
| 27 novembre | Argentina International Championships 1938 Buenos Aires, Argentina Singolare - Doppio | Felissa Piedrola 6-4 7-5                                 | Denise Rutherford Zappa                   |               |                     |
| 27 novembre | Argentina International Championships 1938 Buenos Aires, Argentina Singolare - Doppio | Felissa Piedrola Juana Stocker 6-1 4-6 6-0               | Denise Rutherford Zappa Magdalena Fitting |               |                     |
| 27 novembre | Argentina International Championships 1938 Buenos Aires, Argentina Singolare - Doppio | Doppio misto: Felissa Piedrola Franjo Punčec 6-4 4-6 6-4 | Magdalena Fitting Alejo Russell           |               |                     |

## Dicembre
| Settimana   | Torneo                                                                      | Vincitore                                      | Finalista                     | Semifinalisti | Eliminati ai quarti |
| ----------- | --------------------------------------------------------------------------- | ---------------------------------------------- | ----------------------------- | ------------- | ------------------- |
| dicembre    | New Zealand Championships 1938 Wellington, Nuova Zelanda Singolare - Doppio | May Hardcastle 6-2 6-2                         | Thelma Rice                   |               |                     |
| dicembre    | New Zealand Championships 1938 Wellington, Nuova Zelanda Singolare - Doppio |                                                |                               |               |                     |
| 1º dicembre | New South Wales Championships 1938 Sydney, Australia Singolare - Doppio     | Thelma Coyne 6-2 6-2                           | Joan Hartigan                 |               |                     |
| 1º dicembre | New South Wales Championships 1938 Sydney, Australia Singolare - Doppio     | Thelma Coyne Nell Hopman 3-6 6-3 6-2           | Alison Hattersley Vera Selwin |               |                     |
| 1º dicembre | New South Wales Championships 1938 Sydney, Australia Singolare - Doppio     | Doppio misto: Nell Hopman Harry Hopman 6-4 6-3 | Alison Hattersley Reg Bennett |               |                     |